# 天津市足球协会
天津市足球协会（英文：Tianjin Football Association）又名天津市足球运动协会，简称天津足协（英文：TFA），是天津市体育总会和中国足球协会的团体会员，也是天津市在中国足球协会唯一的、合法的会员协会。
1952年11月，成立天津市足球运动委员会。
1956年，更名为天津市足球运动协会。
《天津市足球协会章程（草案）》中表示协会正式名称为天津市足球协会。

## 协会赛事
- 天津市足球联赛（天津市足球超级联赛 天津市足球甲级联赛 天津市足球乙级联赛）

- 天津市足协杯

- 天津市五人制足球联赛

- 天津市青少年足球联赛

- 天津市青少年足球锦标赛

- 天津市青少年足球冠军赛

- 天津市青少年五人制足球联赛

## 会员协会
- 天津市和平区足球运动协会
- 天津市河北区足球运动协会
- 天津市河东区足球运动协会
- 天津市北辰区足球运动协会
- 天津市红桥区足球运动协会
- 天津市西青区足球运动协会
- 天津市东丽区足球运动协会
- 天津市津南区足球运动协会
- 天津市静海区足球运动协会
- 天津市武清区足球运动协会
- 天津市宝坻区足球运动协会
- 天津市宁河区足球运动协会
- 天津市蓟州区足球运动协会
- 天津市滨海新区足球运动协会